# It's Alright, It's OK
Singles de Ashley Tisdale
Suddenly
(2008) Crank It Up
(2009)
It's Alright, It's OK est le premier single du deuxième album d'Ashley Tisdale, Guilty Pleasure.

## Réception
It's Alright, It's OK a été lancé comme le 1er single de son 2e album Guilty Pleasure le 14 avril aux États-Unis et au Canada et le 16 avril mondialement.
Le single eut un très grand succès en Europe. Il prend la 12e place en Allemagne (son 3e top 20 dans ce pays et son meilleur classement) où il sera disque d'or, et la 5e place en Autriche où il sera disque de platine. Aux US, le single ne connaitra pas le succès attendu en ne prenant que la 99e place du hot 100 et ne restant que 2 semaines dans les charts. Il reçoit tout de même un certain succès dans d'autres charts américains, comme le Dance/Club Songs où il prend la 19e place, ou en encore le Dance Single Sales où il prendra la 1re position pendant une semaine.
It's aright It's OK est le 2e single qui a reçu le plus de succès de la star derrière He Said She Said.

## Crédits et personnels
- Chant: Ashley Tisdale